# Бузвилер
Бузвилер (фр. Buswiller) насеље је и општина у источној Француској у региону Алзас, у департману Доња Рајна која припада префектури Саверн.
По подацима из 2011. године у општини је живело 190 становника, а густина насељености је износила 82,61 становника/km². Општина се простире на површини од 2,3 km². Налази се на средњој надморској висини од 225 метара (максималној 275 m, а минималној 199 m).

## Демографија
| 1962. | 1968. | 1975. | 1982. | 1990. | 1999. | 2011. |
| ----- | ----- | ----- | ----- | ----- | ----- | ----- |
| 192   | 201   | 170   | 169   | 189   | 170   | 190   |

График промене броја становника у току последњих година